# 酔いがさめたら、うちに帰ろう。
『酔いがさめたら、うちに帰ろう。』（よいがさめたら、うちにかえろう。）は、戦場カメラマン・鴨志田穣の自伝的小説。2006年11月にスターツ出版から出版された。2010年12月には浅野忠信・永作博美主演で映画化された。

## 映画
2010年12月4日に公開。原作者の元妻で漫画家の西原理恵子は、劇中イラスト作画を担当するとともに精神科患者役で出演している。主演は浅野忠信と永作博美。

### キャスト
- 塚原安行（モデルは鴨志田穣）：浅野忠信
- 園田由紀（モデルは西原理恵子）：永作博美
- 園田宏：藤岡洋介
- 園田かおる：森くれあ
- 湊麻美（由紀のアシスタント）：市川実日子
- 三笠クリニック院長：利重剛
- 山田医師（内科医）：甲本雅裕
- 美人（精神科の患者）：渡辺真起子
- 若い男（精神科の患者）：堀部圭亮
- 精神科の患者：西原理恵子
- 石山看護師（精神科）：西尾まり
- 衣田医師（精神科医）：高田聖子
- 猪瀬百佳（アルコール病棟看護師）：柊瑠美
- 金田（アルコール病棟スタッフ役）：桜井聖
- 吉田（アルコール病棟の患者）：螢雪次朗
- 坂井昇（アルコール病棟の患者）：北見敏之
- 鬼頭（アルコール病棟の患者）：光石研
- 松本（アルコール病棟の患者）：大久保鷹
- 大川（アルコール病棟の患者）：滝藤賢一
- 広瀬（アルコール病棟の患者）：伊藤幸純
- 伊藤（アルコール病棟の患者）：志賀廣太郎
- （アルコール病棟の患者）：古舘寛治
- 吉田の母：森康子
- 塚原弘子（安行の母）：香山美子

### スタッフ
- 監督・脚本・編集：東陽一
- 劇中イラスト作画：西原理恵子
- 企画・製作者：山上徹二郎
- 撮影：釘宮慎治
- 照明：舘野秀樹
- 録音：小川武
- 美術：磯見俊裕
- 主題歌：忌野清志郎 『誇り高く生きよう』（アルバム『夢助』に収録、ユニバーサルミュージック）
- 製作者：橘民義、大和田廣樹、定井勇二、大島満
- プロデュース：渡辺栄二

## 受賞
- 第36回報知映画賞 主演女優賞（永作博美）
- 第20回日本映画批評家大賞 監督賞

## 出版情報
- 単行本（2006年10月1日、スターツ出版）ISBN 978-4883810475
- 文庫（2010年7月15日、講談社文庫）ISBN 978-4062766883
- 電子書籍（2010年7月15日、講談社・Kindle版）

## 参考
- 映画『酔いがさめたら、うちに帰ろう。』 - 作品情報（cinema cafe HP）
- 映画『酔いがさめたら、うちに帰ろう。』 - 作品情報（allcinema HP）